# Kościół Dobrego Pasterza w Czystogarbie
Kościół Dobrego Pasterza w Czystogarbie – drewniany rzymskokatolicki kościół filialny pw. Dobrego Pasterza, wzniesiony w 1991, znajdujący się w miejscowości Czystogarb.

## Historia
Poprzednia świątynia, jaka istniała w Czystogarbie, spłonęła w noc sylwestrową 1945. Była to wybudowana w 1900 cerkiew greckokatolicka św. Michała Archanioła, z drewnianą dzwonnicą. Budowla trójkopułowa, zbudowana w narodowym stylu ukraińskim, przez cieśli sprowadzonych z Huculszczyzny, z bogatymi zdobieniami ciesielskimi. Po 1945, po deportacji ludności ukraińskiej, wieś zasiedlono osadnikami z całej Polski. Włączono ich do rzymskokatolickiej parafii w odległym Wisłoku Wielkim. Dopiero po przełomie 1989 powstała następna świątynia w Czystogarbie. W 1991 cieśla Antoni Franczak zbudował kościół z materiału z przeniesionej tu nieużytkowanej drewnianej kaplicy z Turzego Pola. Rok później biskup Ignacy Tokarczuk poświęcił go jako kościół filialny pw. Dobrego Pasterza. Remontowany w 2005.

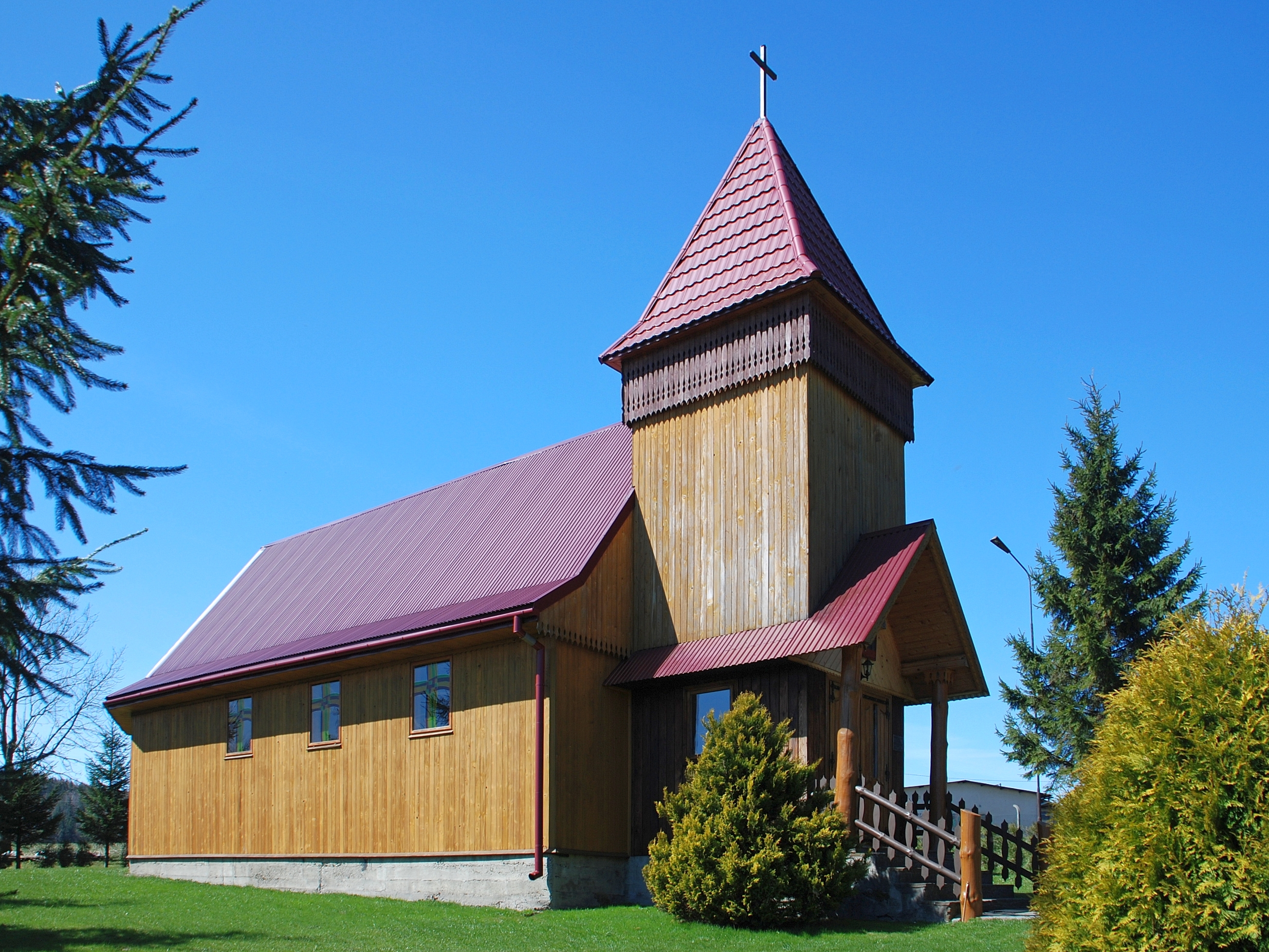
Elewacja boczna
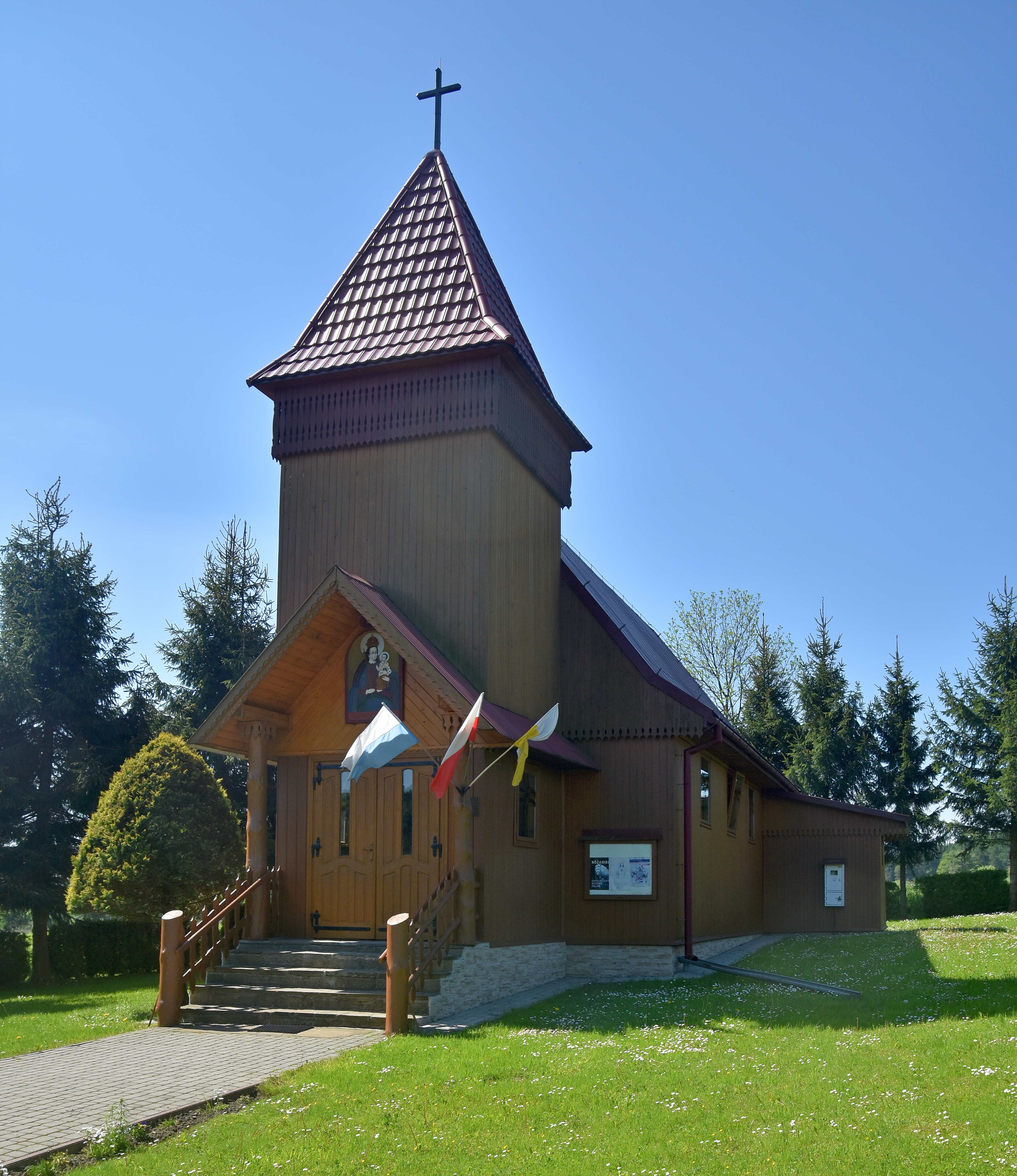
Elewacja frontowa
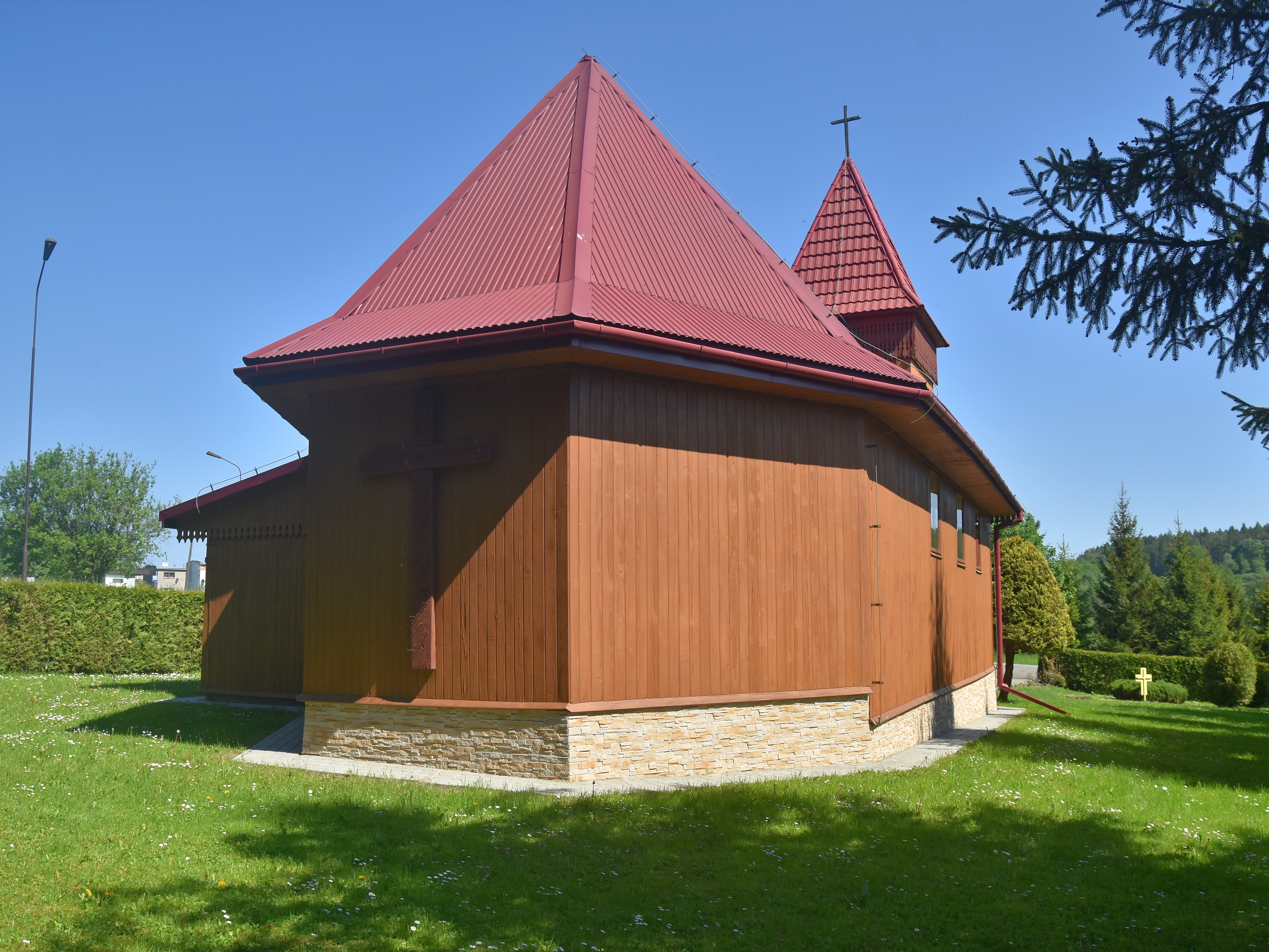
Widok strony od prezbiterium

## Architektura i wyposażenie
Kościół konstrukcji zrębowej, na kamiennej podmurówce, nieorientowany, salowy. Zamknięte trójbocznie prezbiterium skierowane na południe, niewyodrębnione z nawy, z przylegającą do niego zakrystią. Nad nawą dwukondygnacyjna wieża, konstrukcji słupowej, zwieńczona dachem namiotowym. Przy wejściu przedsionek. Dach nad nawą i prezbiterium jednokalenicowy. Zewnątrz ściany oszalowane deskami.
Wyposażenie wnętrza współczesne. Rozmieszczone są drewniane rzeźby autorstwa znanego bieszczadzkiego twórcy Zdzisława Pękalskiego.
Obok kościoła metalowa dzwonnica.